# Urolophus neocaledoniensis
Urolophus neocaledoniensis är en rockeart som beskrevs av Bernard Séret och Last 2003. Urolophus neocaledoniensis ingår i släktet Urolophus och familjen Urolophidae. IUCN kategoriserar arten globalt som livskraftig. Inga underarter finns listade i Catalogue of Life.